# Associação Europeia de Comércio Livre

Símbolo do bloco.

Associação Europeia de Livre Comércio

A Associação Europeia de Comércio Livre (abreviado AECL, em inglês: European Free Trade Association, abreviado EFTA) é um bloco económico europeu, de que Portugal fez parte desde a fundação até à sua adesão à Comunidade Económica Europeia (atual União Europeia) em 1986.

## Formação e países-membros
A EFTA é uma organização europeia fundada a 4 de janeiro de 1960 na cidade de Estocolmo, Suécia, pela Áustria, Dinamarca, Noruega, Portugal, Reino Unido, Suécia e Suíça. Em 1961, a Finlândia torna-se membro associado e em 1986, membro de pleno direito. Em 1970, foi admitida a Islândia e, em 1991, o Liechtenstein. Atualmente, a EFTA é apenas constituída por quatro países: Islândia, Liechtenstein, Noruega e Suíça.
Estes estados decidiram se juntar para defender os seus interesses económicos através da criação de uma área de comércio livre. O seu funcionamento alicerçou-se num princípio simples: os produtos importados de estados-membros não estavam sujeitos ao pagamento de impostos aduaneiros, o que serviu para fomentar as trocas internacionais no espaço desses países.
Em 1973, a Comunidade Económica Europeia fez acordos com os estados-membros da EFTA no sentido da criação de uma zona de comércio livre para os 379 milhões de consumidores dos países das duas organizações europeias. Assim, em maio de 1992, a CEE e a EFTA, ao abrigo dos acordos então assinados passaram a designar esta área por Espaço Económico Europeu (EEE). A Suíça não pôde, contudo, ratificar o acordo devido ao resultado negativo do referendo realizado em dezembro de 1992.
Portugal foi um dos membros fundadores e até janeiro de 2002 beneficiou do apoio do fundo da EFTA para o desenvolvimento industrial.

Países membros
Ex-membros

### Países membros[3]
- Islândia
- Liechtenstein
- Noruega
- Suíça [4]

### Ex-membros[1]
- Áustria (1960 - 1994)
- Dinamarca (1960 - 1972)
- Finlândia (1985 - 1994)
- Portugal (1960 - 1985)
- Suécia (1960 - 1994)
- Reino Unido (1960 - 1972)